# Luís Fernando Martinez
Luís Fernando Martinez (sinh ngày 21 tháng 4 năm 1980) là một cầu thủ bóng đá người Brasil.

## Sự nghiệp câu lạc bộ
Luís Fernando Martinez đã từng chơi cho Cerezo Osaka.

## Thống kê câu lạc bộ

### J.League
| Đội          | Năm       | J.League | J.League | J.League Cup | J.League Cup | Tổng cộng | Tổng cộng |
| Đội          | Năm       | Trận     | Bàn      | Trận         | Bàn          | Trận      | Bàn       |
| ------------ | --------- | -------- | -------- | ------------ | ------------ | --------- | --------- |
| Cerezo Osaka | 2009      | 34       | 6        | -            | -            | 34        | 6         |
| Cerezo Osaka | 2010      | 24       | 2        | 0            | 0            | 24        | 2         |
| Cerezo Osaka | 2011      | 21       | 1        | 0            | 0            | 21        | 1         |
| Tổng cộng    | Tổng cộng | 79       | 9        | 0            | 0            | 79        | 9         |